# 毛排钱树
毛排钱树（学名：Phyllodium elegans）为豆科排钱树属下的一个种。

## 扩展阅读
- 維基物種上的相關：毛排钱树